# 韓説
韓 説（かん えつ、? - 紀元前91年）は、前漢の人。字は少卿。弓高侯韓頽当の孫で、韓王信の曾孫にあたる。兄の韓嫣も、同じく武帝に寵愛された。

## 略歴
元朔5年（紀元前124年）、校尉として匈奴攻めに従軍し、匈奴王を捕虜とした功で龍頟侯に封じられた。元鼎5年（紀元前112年）、酎金事件に連座して列侯位を失った。元封元年（紀元前110年）、横海将軍となり閩越侵攻に従軍し、按道侯に封じられた。太初3年（紀元前102年）、游撃将軍となり五原の塞外の城に駐屯した。帰還すると光禄勲となった。
征和2年（紀元前91年）、巫蠱の禍が起こると、江充らと共に取調べにあたった。江充が太子宮で巫蠱の証拠を発見すると、追い詰められた皇太子劉拠（戾太子）は江充を捕らえ反乱を起こした。韓説の元にも皇太子が送った逮捕の使者（皇太子の食客）が来たが、韓説はそれを疑い逮捕に応じなかったため、その使者が韓説を殺害した。
愍侯と諡され、按道侯は子の韓興が継いだ。しかし後に韓興も巫蠱の事件で罪があり処刑された。後元元年（紀元前88年）、武帝は「游撃将軍（韓説）は殉職したのであり、その忠誠に免じて家族は連座させてはならぬ」と命じ、韓興の弟の韓増が龍頟侯に封じられた。韓増は後に大司馬車騎将軍・領尚書事に至った。